# Svédország az 1968. évi téli olimpiai játékokon
Svédország a franciaországi Grenoble-ban megrendezett 1968. évi téli olimpiai játékok egyik részt vevő nemzete volt. Az országot az olimpián 9 sportágban 68 sportoló képviselte, akik összesen 8 érmet szereztek.

## Érmesek
| Érem  | Versenyző                                                        | Sportág        | Versenyszám            |
| ----- | ---------------------------------------------------------------- | -------------- | ---------------------- |
| Arany | Johnny Höglin                                                    | Gyorskorcsolya | Férfi 10 000 m         |
| Arany | Toini Gustafsson                                                 | Sífutás        | Női 5 km               |
| Arany | Toini Gustafsson                                                 | Sífutás        | Női 10 km              |
| Ezüst | Jan Halvarsson Bjarne Andersson Gunnar Larsson Assar Rönnlund    | Sífutás        | Férfi 4 × 10 km váltó  |
| Ezüst | Britt Strandberg Toini Gustafsson Barbro Martinsson              | Sífutás        | Női 3 × 5 km váltó     |
| Bronz | Lars-Göran Arwidson Tore Eriksson Olle Petrusson Holmfrid Olsson | Biatlon        | Férfi 4 × 7,5 km váltó |
| Bronz | Örjan Sandler                                                    | Gyorskorcsolya | Férfi 10 000 m         |
| Bronz | Gunnar Larsson                                                   | Sífutás        | Férfi 15 km            |

## Alpesisí
Férfi
| Versenyző            | Versenyszám      | Selejtező | Selejtező | Selejtező | Selejtező | Döntő    | Döntő    | Döntő    | Döntő    | Döntő      | Döntő      |
| Versenyző            | Versenyszám      | 1. futam  | 1. futam  | 2. futam  | 2. futam  | 1. futam | 1. futam | 2. futam | 2. futam | Összesítés | Összesítés |
| Versenyző            | Versenyszám      | Idő       | Hely.     | Idő       | Hely.     | Idő      | Hely.    | Idő      | Hely.    | Idő        | Helyezés   |
| -------------------- | ---------------- | --------- | --------- | --------- | --------- | -------- | -------- | -------- | -------- | ---------- | ---------- |
| Bengt-Erik Grahn     | Műlesiklás       | 54,28     | 1.        |           |           | 49,74    | 3.       | kizárták | kizárták | kiesett    | kiesett    |
| Bengt-Erik Grahn     | Óriás-műlesiklás |           |           |           |           | 1:48,68  | 27.      | 1:57,78  | 54.      | 3:46,46    | 39.        |
| Rune Lindström       | Lesiklás         |           |           |           |           |          |          |          |          | 2:05,69    | 29.        |
| Rune Lindström       | Műlesiklás       | 53,85     | 2.        |           |           | 51,19    | 15.      | 50,80    | 8.       | 1:41,99    | 11.        |
| Rune Lindström       | Óriás-műlesiklás |           |           |           |           | 1:46,94  | 17.      | 1:50,11  | 17.      | 3:37,05    | 16.        |
| Lars Olsson          | Óriás-műlesiklás |           |           |           |           | 1:48,69  | 28.      | kizárták | kizárták | kiesett    | kiesett    |
| Per-Olov Richardsson | Lesiklás         |           |           |           |           |          |          |          |          | 2:09,83    | 43.        |
| Per-Olov Richardsson | Műlesiklás       | 54,83     | 2.        |           |           | 52,46    | 28.      | kizárták | kizárták | kiesett    | kiesett    |
| Olle Rolén           | Műlesiklás       | 54,15     | 1.        |           |           | 51,77    | 22.      | kizárták | kizárták | kiesett    | kiesett    |
| Olle Rolén           | Óriás-műlesiklás |           |           |           |           | 1:47,52  | 22.      | 1:50,83  | 22.      | 3:38,35    | 20.        |

Női
| Versenyző       | Versenyszám      | 1. futam | 1. futam | 2. futam | 2. futam | Összesítés | Összesítés |
| Versenyző       | Versenyszám      | Idő      | Hely.    | Idő      | Hely.    | Idő        | Helyezés   |
| --------------- | ---------------- | -------- | -------- | -------- | -------- | ---------- | ---------- |
| Ingrid Sundberg | Műlesiklás       | 46,91    | 27.      | 52,65    | 23.      | 1:39,56    | 21.        |
| Ingrid Sundberg | Óriás-műlesiklás |          |          |          |          | 2:08,54    | 35.        |

## Biatlon
| Versenyző                                                        | Versenyszám      | Lövőhiba | Időeredmény | Helyezés |
| ---------------------------------------------------------------- | ---------------- | -------- | ----------- | -------- |
| Lars-Göran Arwidson                                              | 20 km egyéni     | 6        | 1:24:08,9   | 17.      |
| Holmfrid Olsson                                                  | 20 km egyéni     | 6        | 1:25:01,8   | 20.      |
| Olle Petrusson                                                   | 20 km egyéni     | 6        | 1:24:31,2   | 19.      |
| Nore Westin                                                      | 20 km egyéni     | 7        | 1:28:09,4   | 30.      |
| Lars-Göran Arwidson Tore Eriksson Olle Petrusson Holmfrid Olsson | 4 × 7,5 km váltó | 0        | 2:17:26,3   |          |

## Bob
| Versenyző                                              | Versenyszám | 1. futam | 1. futam | 2. futam | 2. futam | 3. futam | 3. futam | 4. futam | 4. futam | Összesítés | Összesítés |
| Versenyző                                              | Versenyszám | Idő      | Hely.    | Idő      | Hely.    | Idő      | Hely.    | Idő      | Hely.    | Idő        | Helyezés   |
| ------------------------------------------------------ | ----------- | -------- | -------- | -------- | -------- | -------- | -------- | -------- | -------- | ---------- | ---------- |
| Rolf Höglund Börje Hedblom                             | Kettes      | 1:12,77  | 19.      | 1:13,17  | 18.      | 1:12,62  | 14.      | 1:12,63  | 12.      | 4:51,19    | 14.        |
| Carl-Erik Eriksson Eric Wennerberg                     | Kettes      | 1:12,75  | 17.      | 1:12,69  | 14.      | 1:12,84  | 16.      | 1:13,41  | 17.      | 4:51,69    | 18.        |
| Rolf Höglund Hans Hallén Sven Martinsson Börje Hedblom | Négyes      | 1:12,20  | 16.      | 1:09,90  | 16.      |          |          |          |          | 2:22,10    | 16.        |

* - egy másik csapattal azonos eredményt ért el

## Gyorskorcsolya
Férfi
| Versenyző      | Versenyszám | Eredmény | Helyezés |
| -------------- | ----------- | -------- | -------- |
| Hasse Börjes   | 500 m       | 41,2     | 15.**    |
| Göran Claeson  | 1500 m      | 2:08,6   | 20.      |
| Heike Hedlund  | 500 m       | 41,2     | 15.**    |
| Håkan Holmgren | 500 m       | 40,8     | 8.**     |
| Johnny Höglin  | 1500 m      | 2:05,2   | 5.*      |
| Johnny Höglin  | 5000 m      | 7:32,7   | 5.       |
| Johnny Höglin  | 10 000 m    | 15:23,6  |          |
| Manne Lavås    | 500 m       | 41,8     | 24.      |
| Manne Lavås    | 1500 m      | 2:07,8   | 16.*     |
| Jonny Nilsson  | 5000 m      | 7:32,9   | 7.       |
| Jonny Nilsson  | 10 000 m    | 15:39,6  | 6.       |
| Örjan Sandler  | 1500 m      | 2:07,0   | 10.      |
| Örjan Sandler  | 5000 m      | 7:32,8   | 6.       |
| Örjan Sandler  | 10 000 m    | 15:31,8  |          |

Női
| Versenyző                    | Versenyszám | Eredmény | Helyezés |
| ---------------------------- | ----------- | -------- | -------- |
| Ylva Hedlund                 | 500 m       | 49,9     | 26.      |
| Ylva Hedlund                 | 1000 m      | 1:37,5   | 19.      |
| Ylva Hedlund                 | 1500 m      | 2:31,5   | 20.      |
| Christina Karlsson           | 1500 m      | 2:31,4   | 18.*     |
| Christina Karlsson           | 3000 m      | 5:17,2   | 13.      |
| Christina Lindblom-Scherling | 500 m       | 47,7     | 15.      |
| Christina Lindblom-Scherling | 1000 m      | 1:36,9   | 15.      |
| Christina Lindblom-Scherling | 1500 m      | 2:27,5   | 9.*      |
| Christina Lindblom-Scherling | 3000 m      | 5:09,8   | 7.       |

* - egy másik versenyzővel azonos eredményt ért el

## Jégkorong
| Svéd férfi jégkorongcsapat-játékoskeret                                                               | Svéd férfi jégkorongcsapat-játékoskeret                                                                      | Svéd férfi jégkorongcsapat-játékoskeret                                                                      |
| --- | --- | --- |
| - Folke Bengtsson - Arne Carlsson - Hans Dahllöf - Svante Granholm - Henric Hedlund - Leif Henriksson | - Leif Holmqvist - Nils Johansson - Tord Lundström - Lars-Göran Nilsson - Bert-Ola Nordlander - Roger Olsson | - Carl-Göran Öberg - Björn Palmqvist - Lars-Eric Sjöberg - Roland Stoltz - Lennart Svedberg - Håkan Wickberg |

### Eredmények
Selejtező
- Svédország nem játszott selejtezőt.

Döntő csoportkör
| 1968. február 7. | Svédország (SWE) | 4 – 3 (0–0, 4–2, 0–1) | Egyesült Államok | Grenoble |

|  |  |  |  |  |
|  |  |  |  |  |
|  |  |  |  |  |
|  |  |  |  |  |

| 1968. február 9. | Svédország (SWE) | 5 – 4 (4–3, 0–0, 1–1) | NSZK | Grenoble |

|  |  |  |  |  |
|  |  |  |  |  |
|  |  |  |  |  |
|  |  |  |  |  |

| 1968. február 10. | Svédország (SWE) | 5 – 2 (1–0, 2–1, 2–1) | NDK | Grenoble |

|  |  |  |  |  |
|  |  |  |  |  |
|  |  |  |  |  |
|  |  |  |  |  |

| 1968. február 12. | Svédország (SWE) | 5 – 1 (1–0, 2–1, 2–0) | Finnország | Grenoble |

|  |  |  |  |  |
|  |  |  |  |  |
|  |  |  |  |  |
|  |  |  |  |  |

| 1968. február 13. | Szovjetunió (URS) | 3 – 2 (1–1, 0–0, 2–1) | Svédország | Grenoble |

|  |  |  |  |  |
|  |  |  |  |  |
|  |  |  |  |  |
|  |  |  |  |  |

| 1968. február 15. | Kanada (CAN) | 3 – 0 (2–0, 0–0, 1–0) | Svédország | Grenoble |

|  |  |  |  |  |
|  |  |  |  |  |
|  |  |  |  |  |
|  |  |  |  |  |

| 1968. február 17. | Svédország (SWE) | 2 – 2 (1–1, 0–1, 1–0) | Csehszlovákia | Grenoble |

|  |  |  |  |  |
|  |  |  |  |  |
|  |  |  |  |  |
|  |  |  |  |  |

Végeredmény
| Csapat           | M | Gy | D | V | G+ | G– | Gk  | P  |
| ---------------- | - | -- | - | - | -- | -- | --- | -- |
| Szovjetunió      | 7 | 6  | 0 | 1 | 48 | 10 | +38 | 12 |
| Csehszlovákia    | 7 | 5  | 1 | 1 | 33 | 17 | +16 | 11 |
| Kanada           | 7 | 5  | 0 | 2 | 28 | 15 | +13 | 10 |
| Svédország       | 7 | 4  | 1 | 2 | 23 | 18 | +5  | 9  |
| Finnország       | 7 | 3  | 1 | 3 | 17 | 23 | –6  | 7  |
| Egyesült Államok | 7 | 2  | 1 | 4 | 23 | 28 | –5  | 5  |
| NSZK             | 7 | 1  | 0 | 6 | 13 | 39 | –26 | 2  |
| NDK              | 7 | 0  | 0 | 7 | 13 | 48 | –35 | 0  |

| Csapat     | Helyezés |
| ---------- | -------- |
| Svédország | 4.       |

## Műkorcsolya
| Versenyző       | Versenyszám  | Kötelező elemek   | Kötelező elemek | Kűr               | Kűr   | Összesítés                     | Összesítés                     | Összesítés                     | Összesítés                     | Összesítés                     | Összesítés                     | Összesítés                     | Összesítés                     | Összesítés                     | Összesítés        | Összesítés        | Összesítés  | Összesítés | Összesítés |
| Versenyző       | Versenyszám  | Kötelező elemek   | Kötelező elemek | Kűr               | Kűr   | Helyezési pontszámok bírónként | Helyezési pontszámok bírónként | Helyezési pontszámok bírónként | Helyezési pontszámok bírónként | Helyezési pontszámok bírónként | Helyezési pontszámok bírónként | Helyezési pontszámok bírónként | Helyezési pontszámok bírónként | Helyezési pontszámok bírónként | Több. hely. száma | Több. hely. össz. | Hely. össz. | Pont       | Helyezés   |
| Versenyző       | Versenyszám  | Több. hely. száma | Hely.           | Több. hely. száma | Hely. | 1                              | 2                              | 3                              | 4                              | 5                              | 6                              | 7                              | 8                              | 9                              | Több. hely. száma | Több. hely. össz. | Hely. össz. | Pont       | Helyezés   |
| --------------- | ------------ | ----------------- | --------------- | ----------------- | ----- | ------------------------------ | ------------------------------ | ------------------------------ | ------------------------------ | ------------------------------ | ------------------------------ | ------------------------------ | ------------------------------ | ------------------------------ | ----------------- | ----------------- | ----------- | ---------- | ---------- |
| Thomas Callerud | Férfi egyéni | 8×27+             | 27.             | 7×27+             | 27.   | 27,0                           | 26,0                           | 27,0                           | 27,0                           | 27,0                           | 28,0                           | 27,0                           | 26,0                           | 26,0                           | 8×27+             | 213,0             | 241,0       | 1399,3     | 27.        |

## Sífutás
Férfi
| Versenyző                                                     | Versenyszám     | Eredmény  | Helyezés |
| ------------------------------------------------------------- | --------------- | --------- | -------- |
| Bjarne Andersson                                              | 15 km           | 48:41,1   | 6.       |
| Bruno Åvik                                                    | 30 km           | 1:39:38,1 | 20.      |
| Jan Halvarsson                                                | 15 km           | 48:39,1   | 5.       |
| Jan Halvarsson                                                | 30 km           | 1:38:23,2 | 12.      |
| Jan Halvarsson                                                | 50 km           | 2:30:05,9 | 7.       |
| Gunnar Larsson                                                | 15 km           | 48:33,7   |          |
| Gunnar Larsson                                                | 30 km           | 1:37:48,1 | 8.       |
| Gunnar Larsson                                                | 50 km           | 2:29:37,2 | 6.       |
| Melcher Risberg                                               | 50 km           | 2:29:37,0 | 5.       |
| Assar Rönnlund                                                | 15 km           | 49:25,3   | 11.      |
| Assar Rönnlund                                                | 50 km           | 2:31:19,3 | 10.      |
| Ingvar Sandström                                              | 30 km           | 1:39:47,5 | 21.      |
| Jan Halvarsson Bjarne Andersson Gunnar Larsson Assar Rönnlund | 4 × 10 km váltó | 2:10:13,2 |          |

Női
| Versenyző                                           | Versenyszám    | Eredmény | Helyezés |
| --------------------------------------------------- | -------------- | -------- | -------- |
| Toini Gustafsson                                    | 5 km           | 16:45,2  |          |
| Toini Gustafsson                                    | 10 km          | 36:46,5  |          |
| Barbro Martinsson                                   | 5 km           | 16:52,9  | 4.       |
| Barbro Martinsson                                   | 10 km          | 38:07,1  | 4.       |
| Britt Strandberg                                    | 5 km           | 17:25,8  | 15.      |
| Britt Strandberg                                    | 10 km          | 39:25,7  | 15.      |
| Barbro Tano                                         | 5 km           | 17:35,8  | 18.      |
| Barbro Tano                                         | 10 km          | 39:09,6  | 10.      |
| Britt Strandberg Toini Gustafsson Barbro Martinsson | 3 × 5 km váltó | 57:51,0  |          |

## Síugrás
| Versenyző     | Versenyszám | 1. ugrás | 1. ugrás | 1. ugrás | 2. ugrás | 2. ugrás | 2. ugrás | Összesítés | Összesítés |
| Versenyző     | Versenyszám | Távolság | Pont     | Hely.    | Távolság | Pont     | Hely.    | Pont       | Helyezés   |
| ------------- | ----------- | -------- | -------- | -------- | -------- | -------- | -------- | ---------- | ---------- |
| Kurt Elimä    | Normálsánc  | 71,0     | 95,4     | 39.*     | 69,5     | 90,5     | 36.      | 185,9      | 37.        |
| Kurt Elimä    | Nagysánc    | 87,5     | 88,9     | 41.      | 85,5     | 85,1     | 38.      | 174,0      | 37.        |
| Tord Karlsson | Normálsánc  | 67,5     | 85,8     | 49.*     | 69,5     | 90,0     | 37.      | 175,8      | 43.        |
| Tord Karlsson | Nagysánc    | 91,0     | 92,3     | 35.      | 87,5     | 86,9     | 30.*     | 179,2      | 32.        |
| Ulf Norberg   | Normálsánc  | 65,5     | 82,6     | 52.      | 66,0     | 84,4     | 46.      | 167,0      | 48.        |
| Mats Östman   | Normálsánc  | 67,5     | 87,8     | 47.      | 64,0     | 77,7     | 52.      | 165,5      | 49.        |
| Mats Östman   | Nagysánc    | 83,0     | 76,6     | 50.      | 79,5     | 72,2     | 49.      | 148,8      | 52.        |
| Kjell Sjöberg | Nagysánc    | 85,5     | 86,1     | 42.      | 73,0     | 59,1     | 55.      | 145,2      | 53.        |

* - egy másik versenyzővel azonos eredményt ért el

## Szánkó
| Versenyző              | Versenyszám | 1. futam | 1. futam | 2. futam | 2. futam | 3. futam | 3. futam | Összesítés | Összesítés |
| Versenyző              | Versenyszám | Idő      | Hely.    | Idő      | Hely.    | Idő      | Hely.    | Idő        | Helyezés   |
| ---------------------- | ----------- | -------- | -------- | -------- | -------- | -------- | -------- | ---------- | ---------- |
| Ivar Bjare             | Férfi egyes | 1:00,73  | 34.      | 1:01,44  | 36.      | 1:00,63  | 33.      | 3:02,80    | 32.        |
| Per-Ulf Helander       | Férfi egyes | 1:00,25  | 31.      | 1:01,67  | 37.      | 1:01,20  | 34.      | 3:03,12    | 34.        |
| Jan Nilsson            | Férfi egyes | 59,00    | 20.      | 59,67    | 27.      | 59,24    | 23.      | 2:57,91    | 23.        |
| Hans Sahlin            | Férfi egyes | 59,12    | 24.      | 59,36    | 22.      | 59,98    | 28.      | 2:58,46    | 25.        |
| Berit Salomonsson      | Női egyes   | 50,89    | 14.      | 51,35    | 17.      | 51,31    | 13.      | 2:33,55    | 13.        |
| Ivar Bjare Jan Nilsson | Kettes      | 51,04    | 13.      | 50,52    | 13.      |          |          | 1:41,56    | 13.        |